# Ressourcenbelegung ist Initialisierung
Ressourcenbelegung ist Initialisierung, meist abgekürzt durch RAII (englisch: resource acquisition is initialization), bezeichnet eine in bestimmten Programmiersprachen (wie z. B. C++) verbreitete Programmiertechnik zur Verwaltung von Betriebsmitteln (auch Ressourcen genannt). Dabei wird die Belegung von Betriebsmitteln an den Konstruktoraufruf einer Variablen eines benutzerdefinierten Typs und die Freigabe der Betriebsmittel an dessen Destruktoraufruf gebunden. Die automatische Freigabe wird beispielsweise durch das Verlassen des Gültigkeitsbereichs ausgelöst (am Blockende, bei Ausnahmeauslösung, durch Rückgabe an den Aufrufer usw.), der implizite Destruktoraufruf der Variablen sorgt dann für die Wiederfreigabe der Ressource.

## Anwendung
Typische Einsatzfälle für RAII sind die Steuerung von Prozess- oder Thread-Sperren in nebenläufigen Programmen und die Verwaltung von Datei-Operationen. Da Destruktoren auch unter Ausnahmebedingungen automatisch aufgerufen werden, ist RAII auch ein Schlüsselkonzept zum Schreiben von ausnahmefestem Code.
Zu den Programmiersprachen, die die Anwendung der Programmiertechnik RAII ermöglichen, gehören beispielsweise C++, Ada, D und Rust. In C# oder Java ist diese Technik dagegen nicht direkt möglich, da dort die Destruktion aller Objekte von einem nebenläufigen Garbage Collector verwaltet wird (siehe Abschnitt Varianten).

## Beispiel
Das folgende Beispielprogramm ist in der Programmiersprache C++ verfasst:
```
#include
 
<string>

#include
 
<cstdio>

class
 
Datei
 
{

    
FILE
*
 
datei_
;

public
:

    
Datei
(
const
 
std
::
string
&
 
name
)

    
:
 
datei_
(
 
std
::
fopen
(
name
.
c_str
(),
 
"w+"
)
 
)
 
{}
 
// Öffnen der Datei

    
~
Datei
()
 
{

         
std
::
fclose
(
datei_
);
 
// Schließen der Datei

    
}

    
void
 
ausgeben
(
const
 
std
::
string
&
 
text
)
 
{

        
if
 
(
datei_
)

            
std
::
fputs
(
text
.
c_str
(),
 
datei_
);

    
}

};

int
 
main
()
 
{

    
Datei
 
datei
(
"aufzeichnung.txt"
);
 
// Öffnen der Datei (Anfordern der Ressource)

    
datei
.
ausgeben
(
"Hallo Welt!"
);

    
// Mit dem Ende der Funktion endet auch der Gültigkeitsbereich (Scope)

    
// des Objekts datei. Daher wird der Destruktor Datei::~Datei()

    
// aufgerufen, der die Datei schließt → Freigabe der Ressource.

}

```

## Zweites Beispiel
nicht RAII:
```
void
 
func
(
void
)

{

    
char
*
 
buffer
 
=
 
new
 
char
[
3
];

    
buffer
[
0
]
 
=
 
'A'
;

    
buffer
[
1
]
 
=
 
'B'
;

    
buffer
[
2
]
 
=
 
'C'
;

    
// buffer verwenden

    
delete
[]
 
buffer
;

}

```

RAII:
```
void
 
func
(
void
)

{

    
std
::
vector
<
char
>
 
buffer
 
=
 
{
'A'
,
 
'B'
,
 
'C'
};

    
// buffer verwenden   

}

```

## Varianten
Das korrekte Funktionieren dieser Technik hängt wesentlich von den Eigenschaften der Konstruktoren und Destruktoren der Sprache ab. In C++ wird durch den Sprachstandard garantiert, dass ein Objekt beim Durchlaufen seiner Deklaration erstellt und dabei sein Konstruktor aufgerufen wird. Beim Verlassen seines Gültigkeitsbereichs muss das Objekt zerstört werden, d. h. sein Destruktor wird aufgerufen und kann die Freigabe von Ressourcen veranlassen. Dass ein Destruktor aufgerufen wird, kann allerdings in keiner Programmiersprache garantiert werden, da Programme immer abnormal (z. B. durch Stromausfall oder SIGKILL) beendet werden können. In solchen Fällen kann allerdings keine Programmiertechnik die korrekte Freigabe der Ressourcen sicherstellen.
Programmiersprachen mit Garbage Collection, wie z. B. C# oder Java, machen keine Garantien bezüglich des Zeitpunkts, zu dem ein nicht mehr referenziertes Objekt durch den Garbage Collector freigegeben wird. Dieser Zeitpunkt, zu dem ein Objekt zerstört und die Finalisierungsmethode aufgerufen wird, ist bei nebenläufiger Garbage Collection auch nicht mehr deterministisch. Dadurch kann das Objekt eine Ressource länger belegen als eigentlich erwartet, insbesondere auch über seinen Gültigkeitsbereich hinaus. Allgemein kann dieses Problem nur umgangen werden, indem explizit eine Funktion zur Freigabe der Ressourcen aufgerufen wird und/oder spezielle Sprachkonstrukte verwendet werden.
Die für C# empfohlene Alternative ist die Implementierung des System.IDisposable-Interfaces – auch Dispose Pattern genannt. Bei Verwendung des using-Blocks wird sichergestellt, dass die Methode Dispose() am Ende dieses Blocks aufgerufen wird, um belegte Ressourcen zu einem definierten Zeitpunkt freizugeben.
In Java kann mithilfe der try-with-resources-Anweisung ähnlich sichergestellt werden, dass Ressourcen am Ende eines Gültigkeitsbereichs in umgekehrter Reihenfolge wieder freigegeben werden.